# 費利曼圖澳式足球會
費利曼圖澳式足球會（英語：Fremantle Football Club），是澳大利亞澳式足球聯盟（AFL）的一支澳式足球隊，基地位於西澳大利亞州斯旺河河口的港口城市費利曼圖。昵称「碼头工人」。費利曼圖隊是西澳大利亞州的第二支澳式足球隊伍。
費利曼圖隊从来没有贏得 AFL 總冠軍，最好成绩是2013年打入 AFL 總決賽對壘霍桑隊，但是输球而獲得年度亞軍。